# Josephine Meckseper
Josephine Meckseper, née en 1964 à Lilienthal en Allemagne, est une photographe, vidéaste et artiste contemporaine allemande. Elle vit et travaille à New York. 

## Formation
Josephine Meckseper grandit à Worpswede, en Allemagne, où une communauté d'artistes s'était installée au début du XXe siècle. Son père Friedrich Meckseper, né en 1936, est artiste.
Josephine Meckseper étudie à l'Université des arts de Berlin de 1986 et 1990. Elle obtient une maîtrise en arts visuels à l'Institut des Arts de Californie en 1992.

## Caractéristique de son œuvre
Le travail de Josephine Meckseper est influencé par l'Internationale situationniste et par le groupe libertaire anglais The Angry Brigade. En 1994, Josephine Meckseper fonde FAT Magazine, distribué dans les supermarchés, les galeries et les musées, parfois collé sur les murs en hommage à Jean-Paul Marat. Quatre numéros de la revue sont sortis depuis 1994.
Les installations, les sculptures, les photographies et les vidéos, les magazines et les vitrines montrent les liens et les influences entre la culture de la consommation et la production culturelle. Josephine Meckseper allie l'esthétique du modernisme avec le discours et le langage commercial, en les combinant avec des images et des artefacts d'événements historiques et politiques. Souvent les signatures de ses affiches sont des clins d'œil à la peinture européenne du 20e siècle, comme le constructivisme russe.

### Manhattan Oil Project
En 2012, Josephine Meckseper présente son projet Manhattan Oil Project, une installation au coin de la 46e rue et de la 8e avenue, à New York. Cette installation comportent deux monumentales sculptures cinétiques hautes de 25 pieds. Elle s'inspire des pompes à huile que l'artiste a découvert à Electra, une ville autrefois célèbre pour être la capitale au Texas de la pompe. Chaque sculpture est motorisée pour simuler les mouvements de la pompe à huile. Placé dans un terrain vague près de Times Square, la pompe rappelle les ruines des villes fantômes, les monuments abandonnés de l'Amérique en déclin et le passé industriel.

### Pellea[s]
Josephine Meckseper réalise le film Pellea[s] en 2018. Elle exprime, à travers le cinéma les récits et les relations contenues dans l'univers, dans son verre et miroir vitrines. Josephine Meckseper explique, "Pellea[s] développe un discours historique, à travers le cinéma et les récits. C'est une adaptation moderne de la pièce Pelléas et Mélisande de Maurice Maeterlinck, confondue avec la politique actuelle de la réalité du NOUS."

## Expositions personnelles
Source :   
- America Is Hard to See, Whitney Museum of American Art, New York , 2015
- Storylines, Solomon R. Guggenheim Museum, New York, 2015
- “2X (I) ST”, Neuer Aachener Kunstverein, Aachen, Allemagne, 2014
- Seattle Art Museum, Seattle, WA, 2015
- Taipei Biennial 2014, Taipei, Taiwan, 2015
- Kunsthalle Wien, Vienne, Autriche, “The Brancusi Effect,”
- Zabludowicz Collection, Londres, Royaume-Uni, “20 Years of Collecting: Between Discovery and Invention,” 2015
- Mark Boulos and Josephine Meckseper, The Rose Art Museum at Brandeis University, Waltham, Massachusetts, 2014
- Josephine Meckseper, Parrish Art Museum, Water Mill, New York, 2013
- Manhattan Oil Project, Art Production Fund, The Last Lot, Times Square, New York, 2012
- “Josephine Meckseper,” The FLAG Art Foundation, New York, NY, 2012
- 2011 Sharjah Biennial 10: Plot for a Biennial, Sharjah Art Museum, Emirats arabes unis,  2011
- Singular Visions, Whitney Museum of American Art, New York, USA, 2010
- The Right to Protest, Museum on the Seam, Jerusalem, Israel, 2010
- Josephine Meckseper, Kunsthalle Münster, Münster, Allemagne, 2010
- the Blaffer Gallery/Art Museum of the University of Houston, 2009
- Josephine Meckseper, Migros Museum Für Gegenwartskunst, Zurich, Suisse, 2009
- Morality: Beautiful from Every Point of View, Witte de With, Rotterdam, Pays-Bas, 2009
- Prospect.1 New Orleans, USA, 2008
- Business As Usual, Museum of Contemporary Art Detroit, Detroit, USA, 2008
- “Josephine Meckseper,” Gesellschaft für Aktuelle Kunst, Bremen, Allemagne, 2008
- “Josephine Meckseper,” Kunstmuseum Stuttgart, Allemagne, 2007
- Brave New Worlds, Walker Art Center, Minneapolis, MN, 2007
- Resistance Is, Whitney Museum of American Art, New York, USA,2007
- Second Moscow Biennale of Contemporary Art: Footnotes about Geopolitics, Market, and Amnesia, Moscou, Russie, 2007
- Media Burn, Tate Modern, Londres, UK, 2006
- Art of Seville, Seville, Espagne, 2006
- USA Today, Works from the Saatchi Collection, Royal Academy of Arts, Londres, 2006
- Trial Balloons, Museo de Arte Contemporaneo de Castilla y Leon, MUSAC, Leon, Espagne, 2006
- Whitney Biennial 2006: Day for Night, Whitney Museum of American Art, New York, USA, 2006
- Experiencing Duration, Biennale d’art contemporain, Lyon, France,  2005

## Filmographie
- 2017 : Pellea[s] (42 minutes)
- 1992 : 04.30.92 (75 minutes)
- 2001 : East German Rooms with a View (2 minutes)
- 2003 : Die Göttliche Linke [The Divine Left] (4 minutes)
- 2004 : Rest in Peace (7 minutes)
- 2005 : March on Washington to End the War on Iraq, 9/24/05 (8 minutes)
- 2005 : Untitled (Life After Bush Conference and One Year Anniversary of the Invasion of Iraq Protest, New York, 3/20/04) (7 minutes)
- 2007 : March for Peace, Justice and Democracy, 04/29/06, New York City (7 minutes)
- 2008 : 0% Down (6 minutes)
- 2009 : Mall of America (12 minutes)
- 2009 : Shattered Screen (3 minutes)
- 2010 : Amalgamated (1 minute)
- 2010 : DDYANLALSATSY (2 minutes)
- 2010 : Contaminator (3 minutes)